# Gästriklands västra tingslags valkrets
Gästriklands västra tingslags valkrets var i valen till andra kammaren 1866–1908 en egen valkrets med ett mandat. I valen 1866–1878 var valkretsens namn Ovansjö, Torsåkers och Årsunda samt Hedesunda och Österfärnebo tingslags valkrets; namnet Gästriklands västra tingslags valkrets tillkom i valet 1881.
Valkretsen, som motsvarade Gästriklands västra tingslag, avskaffades vid införandet av proportionellt valsystem i valet 1911 och uppgick då i Gästriklands valkrets. 

## Riksdagsmän
- Bernhard Benedicks (1867–1/4 1869)
- Hans Hægermarck (1870–1875)
- Hjalmar Petre (1876–1878)
- Elof Berglöf, c (1879–1881)
- Anders Göransson, lmp 1882–1887, gamla lmp 1888–1894, lmp 1895–1902 (1882–1902)
- Olof Olsson, lib s (1903–1911)

## Valresultat

### 1896
| Andrakammarvalet i Sverige 1896: Gästriklands västra tingslags valkrets | Andrakammarvalet i Sverige 1896: Gästriklands västra tingslags valkrets | Andrakammarvalet i Sverige 1896: Gästriklands västra tingslags valkrets | Andrakammarvalet i Sverige 1896: Gästriklands västra tingslags valkrets | Andrakammarvalet i Sverige 1896: Gästriklands västra tingslags valkrets |
| Kandidat                                                                | Kandidat                                                                | Röster                                                                  | Röster                                                                  | Röster                                                                  |
| Kandidat                                                                | Kandidat                                                                | Antal                                                                   | %                                                                       | +− %                                                                    |
| ----------------------------------------------------------------------- | ----------------------------------------------------------------------- | ----------------------------------------------------------------------- | ----------------------------------------------------------------------- | ----------------------------------------------------------------------- |
|                                                                         | Anders Göransson                                                        | 451                                                                     | 55,2                                                                    |                                                                         |
|                                                                         | P. Norbäck i Norrberg (fp)                                              | 306                                                                     | 37,5                                                                    |                                                                         |
|                                                                         | Övriga kandidater                                                       | 60                                                                      | 7,3                                                                     |                                                                         |
| Antal giltiga röster                                                    | Antal giltiga röster                                                    | 817                                                                     |                                                                         |                                                                         |
| Kasserade röster                                                        | Kasserade röster                                                        | 9                                                                       |                                                                         |                                                                         |
| Totalt                                                                  | Totalt                                                                  | 826                                                                     |                                                                         |                                                                         |

Valkretsen hade 27 790 invånare den 31 december 1895, varav 1 799 eller 6,5 % var valberättigade. 826 personer deltog i valet, ett valdeltagande på 45,9 %.

### 1899
| Andrakammarvalet i Sverige 1899: Gästriklands västra tingslags valkrets | Andrakammarvalet i Sverige 1899: Gästriklands västra tingslags valkrets | Andrakammarvalet i Sverige 1899: Gästriklands västra tingslags valkrets | Andrakammarvalet i Sverige 1899: Gästriklands västra tingslags valkrets | Andrakammarvalet i Sverige 1899: Gästriklands västra tingslags valkrets |
| Kandidat                                                                | Kandidat                                                                | Röster                                                                  | Röster                                                                  | Röster                                                                  |
| Kandidat                                                                | Kandidat                                                                | Antal                                                                   | %                                                                       | +− %                                                                    |
| ----------------------------------------------------------------------- | ----------------------------------------------------------------------- | ----------------------------------------------------------------------- | ----------------------------------------------------------------------- | ----------------------------------------------------------------------- |
|                                                                         | Anders Göransson                                                        | 544                                                                     | 52,6                                                                    | ▼2,6                                                                    |
|                                                                         | A. Johansson i Rasbolöt                                                 | 490                                                                     | 47,3                                                                    |                                                                         |
|                                                                         | Övriga kandidater                                                       | 1                                                                       | 0,1                                                                     |                                                                         |
| Antal giltiga röster                                                    | Antal giltiga röster                                                    | 1 035                                                                   |                                                                         |                                                                         |
| Kasserade röster                                                        | Kasserade röster                                                        | 4                                                                       |                                                                         |                                                                         |
| Totalt                                                                  | Totalt                                                                  | 1 039                                                                   |                                                                         |                                                                         |

Valet hölls den 2 september 1899. Valkretsen hade 29 192 invånare den 31 december 1898, varav 2 097 eller 7,2 % var valberättigade. 1 039 personer deltog i valet, ett valdeltagande på 49,5 %.

### 1902
| Andrakammarvalet i Sverige 1902: Gästriklands västra tingslags valkrets | Andrakammarvalet i Sverige 1902: Gästriklands västra tingslags valkrets | Andrakammarvalet i Sverige 1902: Gästriklands västra tingslags valkrets | Andrakammarvalet i Sverige 1902: Gästriklands västra tingslags valkrets | Andrakammarvalet i Sverige 1902: Gästriklands västra tingslags valkrets |
| Kandidat                                                                | Kandidat                                                                | Röster                                                                  | Röster                                                                  | Röster                                                                  |
| Kandidat                                                                | Kandidat                                                                | Antal                                                                   | %                                                                       | +− %                                                                    |
| ----------------------------------------------------------------------- | ----------------------------------------------------------------------- | ----------------------------------------------------------------------- | ----------------------------------------------------------------------- | ----------------------------------------------------------------------- |
|                                                                         | Olof Olsson i See                                                       | 935                                                                     | 60,5                                                                    |                                                                         |
|                                                                         | Anders Göransson                                                        | 609                                                                     | 39,4                                                                    | ▼13,2                                                                   |
|                                                                         | Övriga kandidater                                                       | 2                                                                       | 0,1                                                                     |                                                                         |
| Antal giltiga röster                                                    | Antal giltiga röster                                                    | 1 546                                                                   |                                                                         |                                                                         |
| Kasserade röster                                                        | Kasserade röster                                                        | 5                                                                       |                                                                         |                                                                         |
| Totalt                                                                  | Totalt                                                                  | 1 551                                                                   |                                                                         |                                                                         |

Valet hölls den 14 september 1902. Valkretsen hade 29 658 invånare den 31 december 1901, varav 2 633 eller 8,9 % var valberättigade. 1 551 personer deltog i valet, ett valdeltagande på 58,9 %.

### 1905
| Andrakammarvalet i Sverige 1905: Gästriklands västra tingslags valkrets | Andrakammarvalet i Sverige 1905: Gästriklands västra tingslags valkrets | Andrakammarvalet i Sverige 1905: Gästriklands västra tingslags valkrets | Andrakammarvalet i Sverige 1905: Gästriklands västra tingslags valkrets | Andrakammarvalet i Sverige 1905: Gästriklands västra tingslags valkrets |
| Kandidat                                                                | Kandidat                                                                | Röster                                                                  | Röster                                                                  | Röster                                                                  |
| Kandidat                                                                | Kandidat                                                                | Antal                                                                   | %                                                                       | +− %                                                                    |
| ----------------------------------------------------------------------- | ----------------------------------------------------------------------- | ----------------------------------------------------------------------- | ----------------------------------------------------------------------- | ----------------------------------------------------------------------- |
|                                                                         | Olof Olsson i See                                                       | 1 076                                                                   | 70,7                                                                    | ▲10,2                                                                   |
|                                                                         | Lars Brodén                                                             | 439                                                                     | 28,9                                                                    |                                                                         |
|                                                                         | Övriga kandidater                                                       | 6                                                                       | 0,4                                                                     |                                                                         |
| Antal giltiga röster                                                    | Antal giltiga röster                                                    | 1 521                                                                   |                                                                         |                                                                         |
| Kasserade röster                                                        | Kasserade röster                                                        | 5                                                                       |                                                                         |                                                                         |
| Totalt                                                                  | Totalt                                                                  | 1 526                                                                   |                                                                         |                                                                         |

Valet hölls den 8 september 1905. Valkretsen hade 29 690 invånare den 31 december 1904, varav 2 787 eller 9,4 % var valberättigade. 1 526 personer deltog i valet, ett valdeltagande på 54,8 %.

### 1908
| Andrakammarvalet i Sverige 1908: Gästriklands västra tingslags valkrets | Andrakammarvalet i Sverige 1908: Gästriklands västra tingslags valkrets | Andrakammarvalet i Sverige 1908: Gästriklands västra tingslags valkrets | Andrakammarvalet i Sverige 1908: Gästriklands västra tingslags valkrets | Andrakammarvalet i Sverige 1908: Gästriklands västra tingslags valkrets |
| Kandidat                                                                | Kandidat                                                                | Röster                                                                  | Röster                                                                  | Röster                                                                  |
| Kandidat                                                                | Kandidat                                                                | Antal                                                                   | %                                                                       | +− %                                                                    |
| ----------------------------------------------------------------------- | ----------------------------------------------------------------------- | ----------------------------------------------------------------------- | ----------------------------------------------------------------------- | ----------------------------------------------------------------------- |
|                                                                         | Olof Olsson i See                                                       | 1 623                                                                   | 75,0                                                                    | ▲4,3                                                                    |
|                                                                         | Anders Göransson (högern)                                               | 541                                                                     | 25,0                                                                    |                                                                         |
|                                                                         | Övriga kandidater                                                       | 1                                                                       | 0,0                                                                     |                                                                         |
| Antal giltiga röster                                                    | Antal giltiga röster                                                    | 2 165                                                                   |                                                                         |                                                                         |
| Kasserade röster                                                        | Kasserade röster                                                        | 8                                                                       |                                                                         |                                                                         |
| Totalt                                                                  | Totalt                                                                  | 2 173                                                                   |                                                                         |                                                                         |

Valet hölls den 6 september 1908. Valkretsen hade 30 180 invånare den 31 december 1907, varav 3 268 eller 10,8 % var valberättigade. 2 173 personer deltog i valet, ett valdeltagande på 66,5 %.